# Marina Siedniewa
Marina Witaljewna Siedniewa (ros. Марина Витальевна Седнева; ur. 3 marca 1996) – kazachska zapaśniczka walcząca w stylu wolnym.  Zajęła piąte miejsce na mistrzostwach świata w 2019 roku. 
Siódma na igrzyskach azjatyckich w 2022. Brązowa medalistka mistrzostw Azji w 2019 i 2023. Brązowa medalistka wojskowych MŚ w 2024. 
Trzecia na MŚ U-23 w 2018 i 2019. Mistrzyni Azji U-23 w 2019. Druga na MŚ juniorów w 2016; trzecia w 2015 roku.